# Hispano-Suiza T26
La T26 (per esteso Type 26) era un'autovettura di lusso prodotta tra il 1914 e il 1915 dalla Casa automobilistica franco-spagnola Hispano-Suiza.

## Profilo
La T26 fu lanciata come evoluzione della gloriosa Alfonso XIII. Di questo modello, la T26 riprese le linee generali, che però divennero più morbide lungo le fiancate, in particolare nei parafanghi anteriori, che assunsero un andamento più sinuoso e meno spigoloso.

La T26 era quindi una spider di lusso, equipaggiata da un nuovo motore a 4 cilindri da 4.5 litri, in grado di erogare una potenza massima di 75 CV.

Nonostante il successo raccolto anche da questo modello, solo 56 furono gli esemplari prodotti, poiché lo scoppio della prima guerra mondiale ne fece interrompere la produzione.